# قطعنامه ۱۱۹۱ شورای امنیت
قطعنامه ۱۱۹۱ شورای امنیت سازمان ملل متحد که در تاریخ ۲۷ اوت ۱۹۹۸ تصویب شد، سندی بین‌المللی دربارهٔ دادگاه بین‌المللی برای یوگسلاوی سابق (ICTY) است. این قطعنامه طی نشست ۳۹۱۹ام با ۱۵ رای موافق، ۰ مخالف و ۰ ممتنع تصویب شد.